# Dos centavos de esperanza
Dos centavos de esperanza (Due soldi di speranza) es una película de 1952 dirigida por Renato Castellani.

## Argumento
La película es la tercera de la trilogía Amor joven dirigida por Castellani (las dos primeras son Sotto il sole di Roma (1948) y È primavera...(1950)). La historia relata el romance entre Carmela (Fiore) y Antonio (Musolino). Inicialmente la pasión es unilateral, pero Carmela es una mujer joven con mucha determinación, deseosa de sortear todo obstáculo que se le presente para alcanzar aquello que su corazón reclama. Una vez que Antonio se enamora salta de un trabajo a otro para demostrar su viabilidad financiera. Enfrentados con la hostilidad de sus padres, Carmela y Antonio simbólicamente se despojan de todas sus responsabilidades para con los demás en un acto culminante de bravata desnudos.

## Reparto
- Maria Fiore - Carmela
- Vincenzo Musolino - Antonio
- Filomena Russo - la madre de Antonio
- Luigi Astarita - Pasquale Artu
- Luigi Barone - priest
- Carmela Cirillo - Giulia

## Reconocimiento
- 1952: Festival de Cannes: Palma de Oro.[1]

- 1953: Premios BAFTA: Candidata a la mejor película.